# Salford
Salford è il centro storico, popolato da 72 750 abitanti, della Città di Salford nella contea della Greater Manchester, in Inghilterra.
È sede della diocesi di Salford della Chiesa cattolica, che copre l'area metropolitana di Manchester. La cattedrale di Salford è probabilmente l'edificio più significativo della città.

## Amministrazione

### Gemellaggi
- Clermont-Ferrand, dal 1966